# Крнка, Сильвестр
Сильвестр Крнка (чеш. Sylvestr Krnka) (31 декабря 1825, Великий Бор, Австрийская империя — 4 января 1903, Прага) — австро-венгерский конструктор оружия чешского происхождения, живший в XIX веке. Наиболее известен как создатель казнозарядной 6-линейной винтовки для русской армии. Отец Карела Крнки, также оружейного конструктора.

## Биография
Сильвестр Крнка родился 31 декабря 1825 года в чешском местечке Великий Бор (чеш. Velký Bor). В 1838 году Крнка переехал в Вену и поступил учеником к оружейнику Матею Новотному, мастерская которого располагалась в районе Йозефштадт.
В 1848 году по приглашению жителей южночешского городка Волине Крнка переехал туда и поступил оружейным мастером на службу в местный оружейный склад Национальной гвардии. В течение 1849 года Крнка переделал дульнозарядное ружьё системы Августина образца 1842 года в казнозарядное под бумажный патрон. В феврале 1850 года ружьё было испытано Комиссией для испытания ружей 3-го армейского корпуса в Праге. Переделка ружья была признана удачной, однако вышестоящий Артиллерийский комитет в Вене не согласился с такой оценкой и постановил, что «приведённое оружие непригодно для военного использования».
В 1851 году Национальная гвардия была расформирована и Крнка потерял работу. Два года спустя Крнка поступил на службу оружейником в 10-й уланский полк «Граф Эдуард Клам-Галлас», расквартированный в Думбравенах в Трансильвании.
В 1854 году Крнка изобрёл новый тип твёрдого свинцового снаряда «для пробивания кирасы», а также новый тип фугасного снаряда.
В 1855 году, анализируя опыт применения стрелкового оружия в Крымской войне, Крнка решил использовать нарезной ствол и металлический или бумажный патрон. В 1856 году он опубликовал свою первую работу, в которой представил новый тип ружья. Успех публикации побудил конструктора вновь послать своё ружьё в Вену для испытаний. 2 августа 1856 года командир 10-го уланского полка подал соответствующий доклад с просьбой полкового оружейного мастера Сильверста Крнка о разрешении направить на рассмотрение комиссии его новое изобретение — «скорострельный штуцер». 8 октября был получен официальный отказ.
Неудача не остановила Крнка: он продолжил работу над оружием и усовершенствовал затвор. 10 декабря 1866 года Крнка подал заявку на патент. Императорское и королевское патентное бюро 21 января 1867 года предложило Крнке дополнить описание изобретение, что он и сделал. 1 февраля 1867 года Крнка направил новый текст патентной заявки и 1 марта получил патент № 36679/497. Впоследствии винтовка системы Крнка не прошла австрийский конкурс, однако снискала успех в России и Черногории, что позволило оружейнику основать в 1871 году в пражском квартале Михле собственную оружейную мастерскую.
В 1874 году Крнка запатентовал «автоматическую винтовку», а год спустя — «малокалиберную казнозарядную винтовку».
Скончался Сильверст Крнка в Праге 4 января 1903 года. Сын Крнки Карел также стал конструктором оружия.

## Награды
- Орден Святого Станислава 3-й степени
- Шейная золотая медаль «За усердие» на ленте ордена Святого Станислава
- Орден Князя Даниила I 4-й степени (Черногория)